# Candelaria (Zambales)
Candelaria is een gemeente in de Filipijnse provincie Zambales op het eiland Luzon. Bij de laatste census in 2010 telde de gemeente ruim 25 duizend inwoners.

## Geografie

### Bestuurlijke indeling
Candelaria is onderverdeeld in de volgende 16 barangays:
| - Babancal - Binabalian - Catol - Dampay - Lauis - Libertador - Malabon - Malimanga | - Pamibian - Panayonan - Pinagrealan - Poblacion - Sinabacan - Taposo - Uacon - Yamot |

## Demografie
Candelaria had bij de census van 2010 een inwoneraantal van 25.020 mensen. Dit waren 777 mensen (3,2%) meer dan bij de vorige census van 2007. Ten opzichte van de census van 2000 was het aantal inwoners gegroeid met 1.621 mensen (6,9%). De gemiddelde jaarlijkse groei in die periode kwam daarmee uit op 0,67%, hetgeen lager was dan het landelijk jaarlijks gemiddelde over deze periode (1,90%).

De bevolkingsdichtheid van Candelaria was ten tijde van de laatste census, met 25.020 inwoners op 333,59 km², 75 mensen per km².